# Casandria drucei
Casandria drucei är en fjärilsart som beskrevs av Paul Dognin 1889. Casandria drucei ingår i släktet Casandria och familjen nattflyn. Inga underarter finns listade i Catalogue of Life.